# Belinda (canción)
«Belinda» es una canción del dúo británico Eurythmics lanzada en su álbum debut de 1981 In the Garden. Fue lanzada como segundo sencillo de su álbum en agosto de 1981. El sencillo fue un fracaso comercial, a pesar de ser una de las canciones más accesibles del álbum. No tuvo un video musical.
La canción fue escrita por Annie Lennox y Dave Stewart y producida junto con el productor Conny Planl, y presentó miembros de Can, y también a Robert Görl de D.A.F..
El lado B es «Heartbeat, Heartbeat».

## Lista de canciones
7"
1. «Belinda»
2. «Heartbeat, Heartbeat»

## Personal

### Belinda
- Ann Lennox: vocales, teclados
- Dave Stewart: guitarras,  bajo eléctrico
- Robert Görl (de D.A.F.): tambores
- Holgar Czukay (de Can): corno francés

### Heartbeat, Heartbeat
- Ann Lennox: vocales
- Dave Stewart: guitarras, bajo eléctrico
- Jürgen Zeltinger: heart attack
- Robert Görl: tambores
- Jackie Liebezeit, Holgar Czukay, Marcus Stockhausen: instrumento de viento-metal